# Plateau de Xiangkhoang
Le plateau de Xiangkhoang ou Xiang Khouang, également connu sous le nom de plateau du Tran-Ninh, est un plateau du nord du Laos. 
Son paysage se caractérise par des montagnes verdoyantes, des formations karstiques accidentées et des vallées verdoyantes parsemées de rivières, de grottes et de cascades.

## Géographie
La chaîne de Luang Prabang et la chaîne Annamitique séparent respectivement le plateau de la Thaïlande et du Vietnam. Les chaînes du plateau sont des montagnes de grès et de calcaire entre 2 000 et 2 800 mètres d'altitude. Celles-ci ont été fortement déboisées. La plus haute montagne du Laos, Phou Bia, est située au sud du Xiangkhoang. Les altitudes dans la zone du plateau peuvent atteindre 1 000 m. Plusieurs affluents du Mékong se drainent dans le plateau, tels que la Nam Ngum, la Ngiap et la rivière Khan. La ville principale de la région est la capitale de Phonsavan. Le plateau donne son nom à l'actuelle province de Xieng Khouang dans laquelle se trouve Phonsavan.

## Histoire
Le plateau est l'emplacement de la Plaine des Jarres, qui est un nom collectif pour plusieurs sites avec des vestiges archéologiques funéraires nominés pour le statut de patrimoine mondial de l'UNESCO,. La province de Xieng Khouang est l'un des endroits les plus bombardés au monde. 
Le plateau est également l'une des zones les plus contaminées au monde par des armes à sous-munitions, également appelées UXO.